# Henry B. Wilson
Die Henry B. Wilson, auch USS Henry B. Wilson, (Kennung: DDG-7) war ein Zerstörer der Charles-F.-Adams-Klasse in Diensten der United States Navy. Das nach Admiral Henry Braid Wilson benannte Schiff diente von 1960 bis 1989 in der US-Marine.

## Geschichte
Die Henry B. Wilson wurde 1957 in Auftrag gegeben, die Kiellegung erfolgte am 28. Februar 1958 bei der Defoe Shipbuilding Company. Nach dem Stapellauf am 22. April 1959 wurde das Schiff am 17. Dezember 1960 bei der US-Marine in Dienst gestellt.
Im Vietnamkrieg wurde sie mehrmals auf der Yankee Station als „plane guard“ der von dort operierenden Flugzeugträger eingesetzt. Auch an Einsätzen gegen Schmuggler vor der Küste nahm sie mehrmals teil. 1975 war sie Teil der schnellen Eingreiftruppe, die die Besatzung eines gekaperten US-Containerschiffs während des Mayaguez-Zwischenfall befreien sollte.
Nach 29 Jahren Dienstzeit wurde der Zerstörer am 2. Oktober 1989 außer Dienst gestellt und am 26. Januar 1990 aus dem Schiffsregister gestrichen. 1994 wurde er dann zunächst zur Verschrottung verkauft. Diese wurde aber 1999 vorzeitig beendet und das Schiff 2002 wieder von der US-Marine erworben, die es 2003 während einer Übung als Zielschiff versenkte.